# Leptoneta jeanneli
Leptoneta jeanneli är en spindelart som beskrevs av Simon 1907. Leptoneta jeanneli ingår i släktet Leptoneta och familjen Leptonetidae.
Artens utbredningsområde är Frankrike. Inga underarter finns listade i Catalogue of Life.